# 薈點

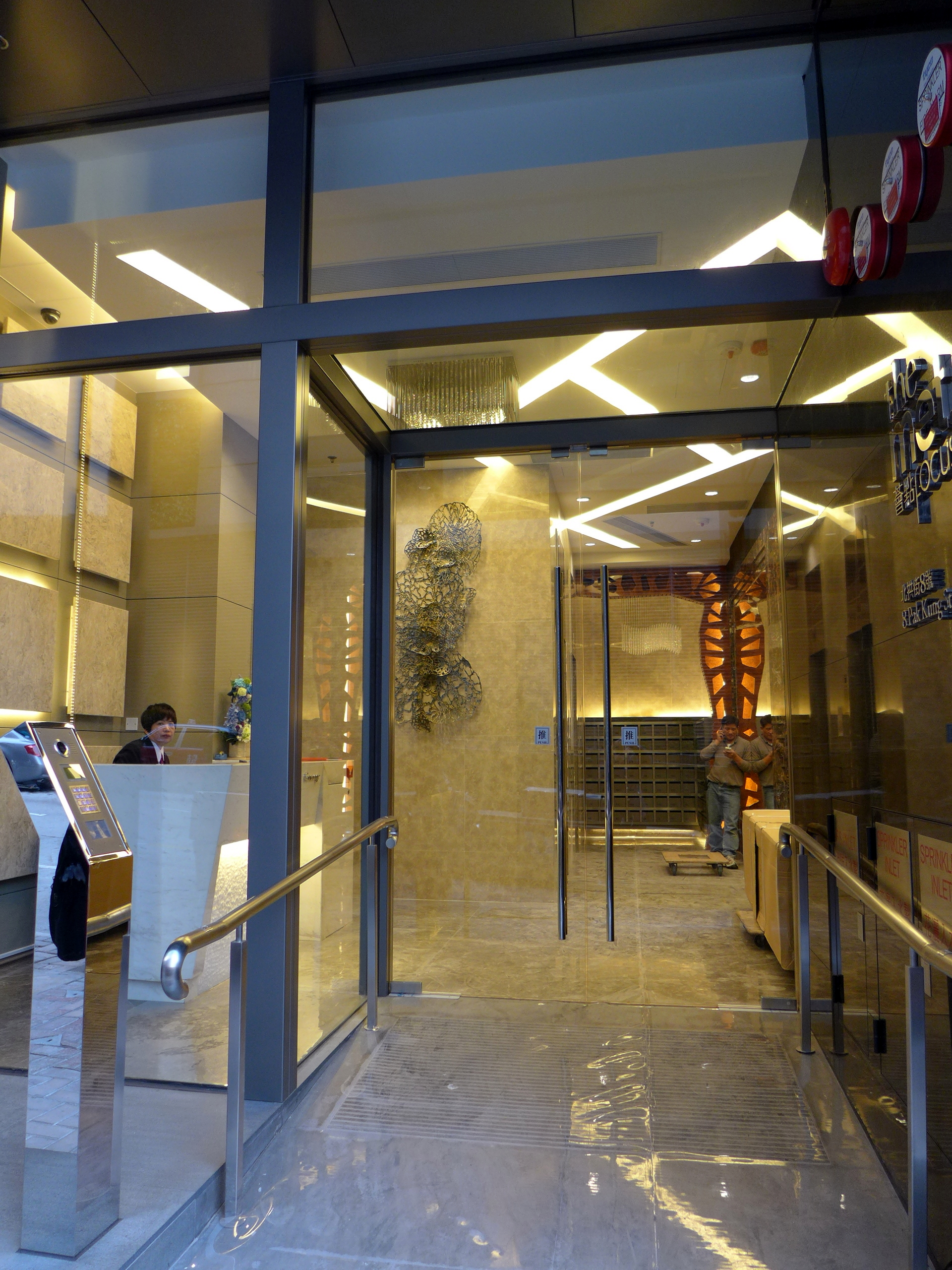
住宅入口

薈點（The Met. Focus），位於香港紅磡北拱街與機利士北路交界的單幢式住宅，樓高共26層，由宏安集團發展，高達管理有限公司負責物業管理，於2014年1月入伙。

## 歷史
項目前身為位於「北拱街2、4、6及8號」4幢唐樓，2010年宏安集團以1.24億港元購入大部分業權。
最終宏安集團把上址發展成精品住宅 －薈點，並於2011年12月開售樓花。

## 簡介
項目地盤面積4128方呎，重建地積比為9倍，可建總樓面面積為37152方呎。
物業實際樓高26層，惟由於不設4、14及24字樓故有29字樓，其中基座佔5層，其餘21層為住宅單位 ，共設103個單位，建築面積由約290-470呎不等，全為中小形單位。另外，物業的基座為住客會所，其設施包括健身室、游泳池、宴會廳、燒烤場等供住戶享用。每呎管理費$2.7。

## 商舖
物業基座的地下部份及一樓為商舖，地下設有5個舖位，而一樓則為全層舖位，宏安集團於2013年未入伙前曾欲整批出售，意向價1.2億元，惟未有合適買家承接，至同年8月決定分拆出售，叫價1,600萬元起，直至10月投資者斥約2,900萬元購入兩地舖。

## 附近物業
- 昇御門
- 寶御
- 得運大廈
- 富運大廈
- 紅磡花園

## 外部連結
- 薈點 （页面存档备份，存于）